# Tanaissus elongatus
Tanaissus elongatus är en kräftdjursart som beskrevs av Jones och David Malcolm Holdich 1983. Tanaissus elongatus ingår i släktet Tanaissus och familjen Nototanaidae. Inga underarter finns listade i Catalogue of Life.